# Gave (rivier)
De Gave is een rivier in de Pyreneeën in Frankrijk. De waterloop wordt ook wel de Grand Gave genoemd omdat hij allerlei riviertjes met de naam Gave ontvangt. De oorsprong bevindt zich op de cirque de Gavarnie in de Hoge Pyreneeën. Dit hoogste deel van de rivier, een typische stortbeek, draagt soms de naam Gave de Gavarnie (naar het dorp Gavarnie). Voorbij Luz-Saint-Sauveur, na de samenvloeiing met de Gave de Bastan, spreekt men meestal van de Gave de Pau, naar de stad Pau. Nog verder stroomafwaarts, vanaf de samenvloeiing met de Gave d'Oloron, krijgt de rivier de naam Gaves réunis die dan bij Peyrehorade in de Adour uitmondt.
Bij de bronriviertjes die de Gave van water voorzien, hoort ook de bekende miraculeuze bron van Lourdes.
De Gave d'Oloron ontstaat op zijn beurt in Oloron-Sainte-Marie uit de samenvloeiing van de Gave d'Aspe en de Gave d'Ossau. De Gave d'Aspe ontspringt net over de grens in Spanje, bij de col du Somport en vormt de vallée d'Aspe. De Gave d'Ossau ontspringt op het cirque d'Anéou en vormt de vallée d'Ossau.
De Gaves stromen door drie departementen in twee regio's: het departement Hautes-Pyrénées in de regio Occitanie, en de departementen Pyrénées-Atlantiques en Landes in de regio Nouvelle-Aquitaine
De belangrijkste zijrivieren van de Gave de Pau zijn:
- aan de linkeroever: de Ouzoum, de Beez, de Neez, Las Hies en de Bayse
- aan de rechteroever: de Ousse en de Lagoin.

De belangrijkste zijrivieren van de Gave d'Oloron zijn:
- aan de linkeroever: de Vert, de Joos, de Saison of Gave de Mauléon
- aan de rechteroever: de Escou, de Auronce, de Saleys

- Bibliothèque nationale de France: cb11955573p (data)
- Système universitaire de documentation: 027536122
- Virtual International Authority File: 234819171